# Eumorphus fryanus
Eumorphus fryanus là một loài bọ cánh cứng trong họ Endomychidae. Loài này được Gorham miêu tả khoa học năm 1875.